# Енріке IV (маніконго)
Енріке IV (порт. Henrique IV) або Нтеє-а-Нкенґе (кон. Nteyé a Nkenge; пом. 23 квітня 1901) — п'ятдесят п'ятий маніконго центральноафриканського королівства Конго. Формально був регентом при малолітньому сині Алвару XIV Педру VII.